# Борщевик
Борщеви́к (лат. Heracléum) — род растений семейства зонтичные, насчитывающий, по современной классификации, 147 подтверждённых видов, распространённых в умеренном поясе Восточного полушария (один вид — в Северной Америке). Разные виды борщевика выращиваются как декоративные растения, часть — как силосные на корм скоту, некоторые годны в пищу и человеку. Часть видов (относящиеся к секции Pubescentia Manden.) содержит фотосенсибилизирующие вещества (фуранокумарины), вызывающие фитофотодерматит, раковые опухоли и патологии у людей и животных.

## Название
В русском языке начиная с XVI века борщевик назывался «борщ». В древности это слово могло означать нечто зазубренное. По одной из версий, такое название было дано растению за форму листьев (в отдалённо родственных языках, например, в нем. Borste — «щетина»).
Молодая зелень некоторых растений этого рода (в основном борщевика сибирского) использовалась для приготовления блюд, которые поэтому также назывались «борщ». Кроме борщевика, в них входили и овощи, а сам борщевик со временем почти перестал употребляться в пищу. С XVIII века «борщ» значит уже суп со свёклой, а растение в литературном языке стало называться «борщевик». Аналогичное название оно имеет и в других славянских языках: укр. борщівник, чеш. bolševník. В некоторых славянских языках, а также в литовском, сохранилось первоначальное словен. bršč, пол. barszcz, в.-луж. baršć, бел. боршч, лит. barštis. В украинском языке слово «борщ» известно с XVIII века.
В то же время к борщевику, как и к растениям из родов купырь и дудник, на Руси применяли обобщённое наименование «дягиль». В поморском диалекте растение известно как боржовка, боржавка, бурша и др.
Латинское название Heracleum происходит от имени героя древнегреческой мифологии Геракла и дано Линнеем за исполинские по сравнению с другими зонтичными размеры растений этого рода (хотя он и не был знаком с гигантскими кавказскими видами, которые стали известны европейским ботаникам значительно позже), а также за высокую скорость роста побегов.

## Ботаническое описание

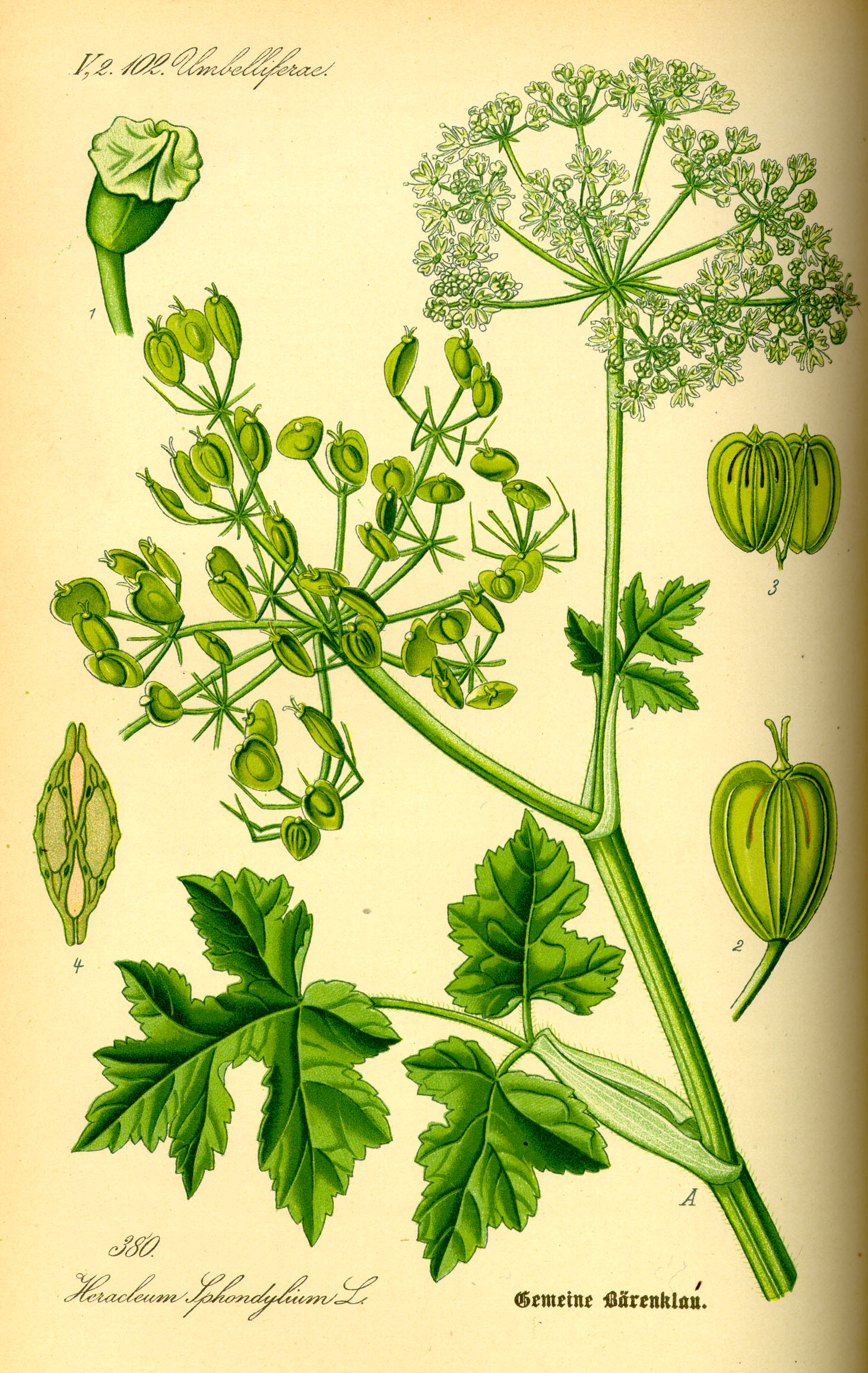
Борщевик обыкновенный (Heracleum sphondylium).

Борщевики — преимущественно двулетние, реже — многолетние травы. Стебли у разных видов возносятся на различную высоту — от 20—50 см до 250 см; как правило, они полые, с редким опушением либо опушены по всей длине (у северных видов).
Листья собраны в прикорневую розетку, длинночерешковые, очень крупные; могут быть тройчато-, дважды тройчато- либо перисто-раздельными, с сегментами различной формы.
Цветки мелкие, белые, реже — зеленовато-жёлтые или ярко-розовые, собраны в сложные зонтики диаметром до 40 см. Зацветает большинство видов в июне, но продолжается цветение у разных видов до июля — августа.
Плод — двусемянка особого типа, называемая вислоплодником. Семена созревают в июле — сентябре, легко осыпаются.

## Территория распространения

Карта распространения инвазивных видов борщевика в Западной Европе. Красным обозначен вторичный ареал Heracleum mantegazzianum, зелёным — Heracleum persicum, синим — Heracleum sosnowskyi

Борщевик произрастает в основном в умеренных областях восточного полушария. Лишь один вид — в Северной Америке.
В России и других странах бывшего СССР растёт около 40 видов, преимущественно в субальпийском горном поясе. В Европейской части России, в Западной Сибири и Казахстане широко распространён борщевик сибирский (Heracleum sibiricum).
В связи с культивированием борщевика Сосновского как силосной культуры он получил широкое распространение и постепенно переселился и в дикую природу, засевая берега водоёмов, пустыри, полосы отвода дорог, необрабатываемые участки полей. Таким образом, стремительное распространение борщевика нарушило экологическое равновесие и стало серьёзной проблемой в европейских странах. В Германии, Чехии, скандинавских странах, Эстонии, Беларуси действуют правительственные и общественные программы борьбы с борщевиком.
В России особенно проблемными по распространению борщевика Сосновского, вызывающего сильнейшие аллергические буллёзные дерматиты, так называемые «ожоги» (вплоть до летальных случаев), являются северный, северо-западный и центральные регионы. Распространение происходит эпидемически, а поскольку решительных действий по его предотвращению своевременно принято не было, это привело к значительному заселению дикой природы и городов опасным для людей и животных сорняком.
В Беларуси основная масса современных популяций борщевика находится в Витебской (43 %) и Минской (41 %) областях, но они быстро двигаются на юг и запад.

## Классификация

### Таксономия
Heracleum L., 1753, Sp. Pl.: 249
Род Борщевик относится к семейству Зонтичные (Apiaceae) порядка Зонтикоцветные  (Apiales). Кладограмма в соответствии с Системой APG IV:
|  |                                      |  |                                   |                                   |                     |  | ещё 6 семейств |               |               |                                                         |
|  |                                      |  |                                   |                                   |                     |  |                |               |               | 147 подтвержденных видов и 33 в статусе "непроверенных" |
|  |                                      |  |                                   | порядок Зонтикоцветные            |                     |  |                |               | род Борщевик  |                                                         |
|  |                                      |  |                                   | порядок Зонтикоцветные            |                     |  |                |               | род Борщевик  |                                                         |
|  | отдел Цветковые, или Покрытосеменные |  |                                   |                                   | семейство Зонтичные |  |                |               |               |                                                         |
|  | отдел Цветковые, или Покрытосеменные |  |                                   |                                   |                     |  |                |               |               |                                                         |
|  |                                      |  | ещё 63 порядка цветковых растений | ещё 63 порядка цветковых растений |                     |  |                | ещё 447 родов | ещё 447 родов |                                                         |
|  |                                      |  |                                   | ещё 63 порядка цветковых растений |                     |  |                |               | ещё 447 родов |                                                         |

## Виды
Наиболее известные виды, встречающиеся на территории бывшего СССР:
- Heracleum aconitifolium Woronow — борщевик аконитолистный
- Heracleum albovii Manden. — борщевик Альбова
- Heracleum antasiaticum Manden. — борщевик переднеазиатский
- Heracleum apiifolium Boiss.
- Heracleum asperum (Hoffm.) Bieb. — Борщевик жёсткий
- Heracleum calcareum Albov
- Heracleum carpaticum Porc.
- Heracleum chorodanum (Hoffm.) DC. — борщевик аирный
- Heracleum cyclocarpum K.Koch — борщевик круглоплодный
- Heracleum dissectum Ledeb. — борщевик рассечённый
- Heracleum dulce  Fisch. — борщевик сладкий
- Heracleum egrissicum Garnidze
- Heracleum grandiflorum Stev. ex Bieb. — борщевик крупноцветковый
- Heracleum idae Kulieva
- Heracleum lanatum Michx. — борщевик шерстистый
- Heracleum lehmannianum Bunge — борщевик Лемана
- Heracleum leskovii Grossh. — борщевик Лескова
- Heracleum ligusticifolium Bieb. — борщевик лигустиколистный
- Heracleum mandenovae Satzyperova — борщевик Манденовой
- Heracleum mantegazzianum Somm. & Levier — борщевик Мантегацци
- Heracleum nanum Satzyperova
- Heracleum ossethicum Manden. — борщевик осетинский
- Heracleum palmatum Baumg.
- Heracleum pastinacifolium K.Koch — борщевик пастернаколистный
- Heracleum ponticum (Lipsky) Schischk. ex Grossh. — борщевик понтийский
- Heracleum pubescens (Hoffm.) Bieb. — борщевик пушистый
- Heracleum roseum Stev.
- Heracleum scabrum Albov
- Heracleum sibiricum L. — борщевик сибирский
- Heracleum sommieri Manden.
- Heracleum sosnowskyi Manden. — борщевик Сосновского
- Heracleum sphondylium L. — борщевик обыкновенный
- Heracleum stevenii Manden. — борщевик Стевена
- Heracleum trachyloma Fisch. & C.A.Mey. — борщевик шероховатоокаймлённый
- Heracleum villosum Fisch. ex Spreng. — борщевик мохнатый
- Heracleum wilhelmsii Fisch. & Ave-Lall. — борщевик Вильгельмса

## Фототоксичность

Семечко борщевика Сосновского

Листья и плоды борщевика богаты эфирными маслами. Прикосновение к растениям некоторых видов может вызывать раздражение и ожог кожи за счёт того, что все их части содержат фуранокумарины — вещества, резко повышающие чувствительность организма к ультрафиолетовому излучению. Самые сильные ожоги борщевик вызывает при соприкосновении с кожными покровами в ясные солнечные дни. Но достаточно и непродолжительного и несильного облучения солнцем участка кожи, испачканного соком растения. Как правило, на поражённых участках кожи возникает ожог второй степени (пузыри, заполненные жидкостью). Время проявления ожога — от нескольких часов до нескольких суток. Особая опасность заключается в том, что прикосновение первое время не даёт никаких неприятных ощущений. Борщевик также является контактным и дыхательным аллергеном и имеет сильный запах, похожий на керосин, который ощущается уже на расстоянии около пяти метров. Сок при попадании в глаза может привести к слепоте. Отмечены случаи потери зрения детьми, которые играли с полыми стеблями растения как с телескопами.

## Применение
Многие виды имеют хозяйственное значение как кормовые (силосные) растения, но почти все могут вызывать у человека (при соприкосновении) фитофотодерматит (воспаление кожи, похожее на ожог). В их числе и Борщевик Сосновского (Heracleum sosnowskyi), завезённый с Кавказа. Однако молоко у коров, питавшихся этим сорняком, горчило, да и о его вреде для человека быстро узнали. Опыты прекратились, но борщевик Сосновского сам стал атаковать земли, причём в разных регионах страны.
Несмотря на фототоксичность сока многих видов (см. выше), листья, стебли и молодые побеги многих других видов борщевика — в особенности борщевика сибирского (Heracleum sibiricum) — съедобны в сыром, солёном и маринованном виде, служат приправой для супов. Нежные молодые стебли с ещё не развитыми цветками употребляются в солёном виде (обданные кипятком), а также поджаренные в масле с мукой. Стебли, не успевшие затвердеть, едят в сыром виде.
Некоторые виды борщевика, например, борщевик Мантегацци (Heracleum mantegazzianum), декоративны. Медоносы.
Пригодны на корм скоту молодые растения борщевика обыкновенного (Heracleum sphondylium). Борщевик мохнатый (Heracleum villosum) пригоден в пищу в качестве пряности; его также используют при производстве рассольных сыров Закавказья
Известно использование борщевика и в качестве лекарственного средства. Борщевик сибирский применяется в народной медицине для лечения ангины, астмы, головной и зубной боли, болезней желудка, печени и почек, кожных и других заболеваний. Ибн Сина в своей книге «Канон врачебной науки» описывал борщевик как средство для лечения опухолей, кожных высыпаний, гнойных ран и язв, отита, эпилепсии, летаргии, заболеваний органов дыхания, болей в печени и желтухи.

## Борьба с борщевиком как с сорняком
Методом борьбы с распространением борщевика в дикой природе является картирование зон его самосева и уничтожение растений до появления семян. Более эффективно уничтожение растений с выкапыванием и сжиганием корней. Можно также отреза́ть соцветия с семенами. Эффективно точечное применение гербицидов общего действия, например глифосата. Селективного гербицида на сегодня не существует, однако разработка его ведётся во многих научных центрах. Растение орошают горючей жидкостью и поджигают. Землю в месте произрастания несколько раз за сезон перепахивают.
Борщевик замещают другими растениями, для чего необходимо использовать быстрорастущие растения с большим количеством семян, например кострецы и бобовые культуры (козлятник и галега). Поверхность земли укрывают непроницаемым для него материалом. Искусственно разводят борщевичную моль — единственного известного на сегодняшний день природного вредителя борщевика.
Шотландский эксперимент по борьбе с борщевиком Мантегацци (близкий родственник борщевика Сосновского) показал эффективность выпаса овец поедающих борщевик.
В Московской области начали штрафовать собственников участков земли, поросших борщевиком. Сумма штрафов за 2020 год составила около 219,4 млн рублей.
Госдума 16 июля 2025 года приняла закон, обязывающий землевладельцев бороться с борщевиком. В случае отказа от выполнения предписаний собственников могут лишить земельных участков. Закон вступит в силу 1 марта 2026 года.